# Banco Central de la República Dominicana
El Banco Central de la República Dominicana fue creado por la Ley Monetaria y Bancaria de 1947 como el banco central de la República Dominicana, y es el responsable de regular el sistema bancario y monetario del país.

## Historia
El Banco Central de la República Dominicana fue creado el 9 de octubre de 1947 por orden del entonces presidente Rafael Leónidas Trujillo, de conformidad con la Ley Orgánica No.1529, e inició sus operaciones el 23 de octubre del mismo año, instituyéndose como una entidad descentralizada y con plena autonomía. En la actualidad se rige por la Ley Orgánica n.º 6142 del 29 de diciembre de 1962 y sus modificaciones.

## Órganos de gobierno
El órgano superior del Banco Central es la Junta Monetaria, integrada por nueve miembros designados por el Poder Ejecutivo:
- Tres miembros ex officio, que son el gobernador del Banco Central, quien preside la Junta, el ministro de Finanzas y el Superintendente de Bancos.
- Seis miembros titulares con sus respectivos suplentes, de reconocida probidad, experiencia y conocimientos en materia monetaria, bancaria y económica, así como con experiencia en asuntos relacionados con la producción nacional.

## Misión
Garantizar la estabilidad de precios, la apropiada regulación del sistema financiero y el adecuado funcionamiento de los sistemas de pagos, actuando como ente emisor y ejecutor de la política monetaria y cambiaria, de acuerdo con las atribuciones que la Constitución y las leyes le confieren a la empresa de tesorería. [cita requerida]

## Funciones principales
1. Ejecutar la política monetaria y cambiaria, de acuerdo con el Programa Monetario aprobado por la Junta Monetaria mediante el uso de los instrumentos establecidos en la Ley Monetaria y Financiera.
2. Emitir billetes y monedas de curso legal en la República Dominicana.
3. Compilar, elaborar y publicar las estadísticas de la balanza de pagos, del sector monetario, Sector Real y financiero, y otras que sean necesarias para el cumplimiento de sus funciones.
4. Administrar eficientemente las reservas internacionales del país, a fin de preservar su seguridad, asegurar una adecuada liquidez y al mismo tiempo una eficiente rentabilidad.
5. Administrar el Fondo de Contingencias establecido por la Ley Monetaria y Financiera, así como el Fondo de Consolidación Bancaria creado por la Ley de Riesgo Sistémico.
6. Realizar la supervisión y liquidación final de los sistemas de pagos, así como del mercado interbancario.
7. Proponer a la Junta Monetaria los proyectos de reglamentos monetarios y financieros en materia monetaria, cambiaria y financiera.
8. Analizar el sistema financiero dominicano en su conjunto, estimando su nivel de riesgo sistémico, y diseñar y proponer las medidas de regulación que se desprendan de dichos análisis y estimaciones.
9. Imponer sanciones por deficiencia en el encaje legal, incumplimiento de las normas de funcionamiento de los sistemas de pagos u otras sanciones establecidas en la Ley Monetaria y Financiera.
10. Contrarrestar toda tendencia inflacionaria.
11. Regular el sistema financiero nacional con las garantías y limitaciones establecidas.
12. Promover la liquidez y solvencia del sistema bancario de la Nación.
13. Crear las condiciones para mantener el valor externo y la convertibilidad de la moneda nacional.
14. Efectuar las operaciones de cambio que ponen a su cargo las leyes vigentes y/o las resoluciones que a tal efecto dicte la Junta Monetaria.
15. Realizar otras funciones que le sean atribuidas por la Ley.

El Banco Central posee dos funciones muy importantes dentro del sistema económico de un país. El primero de ellos es preservar el valor de la moneda y mantener la estabilidad de precios, para ello su principal herramienta es el manejo de las tasas de interés. Cuando se utilizaba el patrón oro, el valor de los billetes emitidos por el Banco Central estaba expresado en términos del contenido de este metal (usualmente oro), el cual el Banco trataba de mantener en ciertos niveles a través del tiempo. El segundo es mantener la estabilidad del sistema financiero, ya que el Banco Central es el banco de los bancos, sus clientes no son personas comunes y corrientes o empresas particulares, sino el Estado y los bancos existentes dentro del territorio de la nación a la cual pertenece. El Banco Central toma los depósitos de sus clientes y los guarda en cuentas que estos tienen en él. Con estas cuentas, estos realizan transacciones con otros bancos (al igual que un particular utiliza su cuenta en un banco comercial para realizar transacciones con otro particular). A su vez, el Banco Central también otorga préstamos a bancos que los soliciten o a cualquier Estado.

### Emisión de billetes
Con el fin de cumplir con la función de mantener el valor de la moneda, el Banco Central tiene el monopolio de la emisión de moneda legal, por lo tanto, el Banco Central, dependiendo de las condiciones económicas del país (inflación, desempleo, etc.), decide emitir más billetes o, por el contrario, recoger parte de los que se encuentran en circulación. Para la emisión de billetes influyen otras variables no necesariamente relacionadas con la economía, por ejemplo, el grado de deterioro de los billetes que se encuentran circulando. En una economía abierta, el Banco Central también administra las reservas internacionales que los países tienen. Las reservas internacionales son recursos que los estados poseen y que se encuentran invertidas en oro o en monedas de otros países.